# Macusani
Macusani (fundada como San Juan de Macusani) es una ciudad peruana, capital del distrito homónimo y de la provincia de Carabaya, ubicada en el departamento de Puno. Se halla en el área nororiental del departamento. 
Desde el punto de vista jerárquico de la Iglesia Católica forma parte de la Prelatura de Ayaviri en la Arquidiócesis de Arequipa.
Según el censo de 2017, cuenta con 12 664 habitantes

## Toponimia
Hace referencia de la esposa de un curaca, Makusa, que vivió en dicho lugar

## Clima
Según el Senamhi y la Organización de las Naciones Unidas para la Alimentación y Agricultura, Macusani registró el 6 de julio de 1968 la temperatura más baja del Perú con -28,2 grados registrados.
| Parámetros climáticos promedio de Macusani                                         | Parámetros climáticos promedio de Macusani | Parámetros climáticos promedio de Macusani | Parámetros climáticos promedio de Macusani | Parámetros climáticos promedio de Macusani | Parámetros climáticos promedio de Macusani | Parámetros climáticos promedio de Macusani | Parámetros climáticos promedio de Macusani | Parámetros climáticos promedio de Macusani | Parámetros climáticos promedio de Macusani | Parámetros climáticos promedio de Macusani | Parámetros climáticos promedio de Macusani | Parámetros climáticos promedio de Macusani | Parámetros climáticos promedio de Macusani |
| Mes                                                                                | Ene.                                       | Feb.                                       | Mar.                                       | Abr.                                       | May.                                       | Jun.                                       | Jul.                                       | Ago.                                       | Sep.                                       | Oct.                                       | Nov.                                       | Dic.                                       | Anual                                      |
| ---------------------------------------------------------------------------------- | ------------------------------------------ | ------------------------------------------ | ------------------------------------------ | ------------------------------------------ | ------------------------------------------ | ------------------------------------------ | ------------------------------------------ | ------------------------------------------ | ------------------------------------------ | ------------------------------------------ | ------------------------------------------ | ------------------------------------------ | ------------------------------------------ |
| Temp. máx. abs. (°C)                                                               | 23                                         | 22                                         | 22                                         | 21                                         | 21                                         | 20                                         | 19                                         | 20                                         | 20                                         | 21                                         | 22                                         | 22                                         | 23                                         |
| Temp. máx. media (°C)                                                              | 17                                         | 17                                         | 17                                         | 17                                         | 16.5                                       | 16                                         | 16                                         | 17                                         | 17.5                                       | 18                                         | 19                                         | 18                                         | 17.2                                       |
| Temp. mín. media (°C)                                                              | 4                                          | 4                                          | 3                                          | 0.5                                        | -4                                         | -7                                         | -7                                         | -5                                         | -1.5                                       | 0                                          | 2                                          | 3                                          | -0.7                                       |
| Temp. mín. abs. (°C)                                                               | -8                                         | -6                                         | -10                                        | -15                                        | -19                                        | -25.3                                      | -28.2                                      | -24.8                                      | -18                                        | -13                                        | -10                                        | -9                                         | -28.2                                      |
| Precipitación total (mm)                                                           | 129                                        | 119                                        | 119                                        | 45                                         | 18                                         | 5                                          | 7                                          | 14                                         | 38                                         | 54                                         | 70                                         | 108                                        | 726                                        |
| Días de nevadas (≥ 1 mm)                                                           | 2                                          | 2                                          | 0                                          | 0                                          | 0                                          | 1                                          | 3                                          | 3                                          | 1                                          | 0                                          | 0                                          | 1                                          | 13                                         |
| Fuente: Accuweather Climate-data.org (http://es.climate-data.org/location/765021/) |                                            |                                            |                                            |                                            |                                            |                                            |                                            |                                            |                                            |                                            |                                            |                                            |                                            |

## Autoridades

### Municipales
- Gestión 2019-2022: Alcalde: Prof. Fabio VARGAS HUAMANTUCO.

REGIDORES GESTIÓN 2019 – 2022
- Claudio Percy PACCO VARA.
- Domitila HUARICALLO LAURA.
- Alcides Radomiro GARATE PHOCCO.
- Ronald TAPARA GUSMAN.
- Marco Sergio TURPO CHUSI.
- Jesús APAZA QUISPE.
- Tomas MAYTA SONCCO.
- Remson Fabio PRADO GONZALES.
- Denise Rossana LUNA RAMOS.

### Religiosas
- Obispo Prelado de Ayaviri Mons. Kay Martin Schmalhausen Panizo SCV.

### Policiales
- Datos: Q3348229